# Seo Hyang-soon
Seo Hyang-soon (8 luglio 1967) è un'ex arciera sudcoreana e campionessa olimpica.

## Biografia
Ha gareggiato alle Olimpiadi estive del 1984 a Los Angeles, dove ha vinto una medaglia d'oro individuale all'età di diciassette anni, divenendo nella storia olimpica la prima atleta della Corea del Sud a vincere un oro e a ottenere una medaglia nel tiro con l'arco.
Anni dopo Seo ha dichiarato in un'intervista che quella medaglia le era costata molte lacrime, avendo dovuto rinunciare, dalla quarta elementare, alla scuola e agli amici per puntare tutto sul suo sogno olimpico.
Nel 2004 si è trasferita negli Stati Uniti d'America, insegnando tiro con l'arco nella sua scuola di Irvine, in California. Suo marito è Park Kyung-ho, medaglia d'oro nel judo ai Giochi Asiatici del 1986.

## Palmarès
- Giochi olimpici

Los Angeles 1984: oro nell'individuale.